# Аустралија на Светском првенству у атлетици на отвореном 2023.
Аустралија је на 19. Светском првенству у атлетици на отвореном 2023. одржаном у Будимпешти од 19. до 27. августа учествовала деветнаести пут, односно, учествовала је на свим првенствима до данас. Репрезентацију Аустралије представљала су 66 такмичара (29 мушкараца и 37 жена) у 36 атлетске дисциплине (17 мушких и 19 женских).,
На овом првенству Аустралија је освојила 6 медаља (1 златна, 2 сребрне и 3 бронзанe). Медаље су освојиле 5 жена и 1 мушкарац. Овим успехом Аустралијска атлетска репрезентација је у укупном пласману освајача медаља заузела 6. место..
У табели успешности према броју и пласману такмичара који су учествовали у финалним такмичењима (првих 8 такмичара) Аустралија је са 11 учесника у финалу делила 8. место са 51 бодом.
| Плас. | Земља      | 1. место | 2. место | 3. место | 4. место | 5. место | 6. место | 7. место | 8. место | Бр. финал. | Бод. |
| ----- | ---------- | -------- | -------- | -------- | -------- | -------- | -------- | -------- | -------- | ---------- | ---- |
| =8.   | Аустралија | 1        | 2        | 3        | 1        | 0        | 0        | 2        | 2        | 11         | 51   |

## Учесници
| Мушкарци: - Роан Браунинг — 100 м - Џејк Доран — 100 м - Ејдан Марфи — 200 м - Џозеф Денг — 800 м - Питер Бол — 800 м - Рајли Мекгаун — 800 м - Адам Спенсер — 1.500 м - Метју Рамсден — 1.500 м - Стјуарт Максвејн — 1.500 м, 5.000 м - Морган Макдоналд — 5.000 м - Џејкоб Мекори — 110 м препоне - Ник Ендруз — 110 м препоне - Метју Кларк — 3.000 м препреке - Деклан Тингеј — 20 км ходање - Ридиан Каули — 20 км ходање, 35 км ходање - Кајл Свон — 20 км ходање - Брендон Старц — Скок увис - Џоел Баден — Скок увис - Кертис Маршал — Скок мотком - Кристофер Митревски — Скок удаљ - Лијам Адкок — Скок удаљ - Хенри Фрејн — Скок удаљ - Џулијан Конле — Троскок - Ејден Хинсон — Троскок - Метју Дени — Бацање диска - Камерон Мекинтајер — Бацање копља - Данијел Голубовић — Десетобој - Седрик Дублер — Десетобој - Ешли Молони — Десетобој | Жене: - Бри Мастерс — 100 м, 4х100 м - Тори Луис — 100 м, 4х100 м - Ела Коноли — 200 м - Еби Колдвел — 800 м, 1.500 м - Катриона Бисет — 800 м - Ели Сенфорд — 800 м - Џесика Хал — 1.500 м, 5.000 м - Линден Хол — 1.500 м - Роуз Дејвис — 5.000 м - Лорен Рајан — 5.000 м - Лиса Вејтман — Маратон - Сара Клајн — Маратон - Isobel Batt-Doyle — Маратон - Мишел Џенеке — 100 м препоне - Селест Мучи — 100 м препоне - Хана Џоунс — 100 м препоне - Сара Карли — 400 м препоне - Кара Фејн Рајан — 3.000 м препреке - Ејми Кешин — 3.000 м препреке - Бриел Ербахер — 3.000 м препреке - Ебони Лејн — 4х100 м - Кристи Едвардс — 4х100 м - Џемама Монтаг — 20 км ходање - Ребека Хендерсон — 20 км ходање, 35 км ходање - Оливија Сандери — 20 км ходање - Allanah Pitcher — 35 км ходање - Еленор Патерсон — Скок увис - Никола Олислагерс — Скок увис - Ерин Шо — Скок увис - Нина Кенеди — Скок мотком - Брук Бушкуел — Скок удаљ - Саманта Дале — Скок удаљ - Тарин Гољшевски — Бацање диска - Стефани Ретклиф — Бацање кладива - Мекензи Литл — Бацање копља - Келси-Ли Робертс — Бацање копља - Кетрин Мичел — Бацање копља |

## Освајачи медаља (6)

### злато (1)
- Нина Кенеди — Скок мотком

### сребро (2)
- Еленор Патерсон — Скок увис
- Џемама Монтаг — 20 км ходање

+

### бронза (3)
- Кертис Маршал — Скок мотком
- Никола Олислагерс — Скок увис
- Мекензи Литл — Бацање копља

## Резултати

### Мушкарци
| Атлетичар           | Дисциплина       | Лични рекорд | Квалификације     | Квалификације     | Полуфинале            | Полуфинале            | Финале                | Финале       | Детаљи |
| Атлетичар           | Дисциплина       | Лични рекорд | Резултат          | Место             | Резултат              | Место                 | Резултат              | Место        | Детаљи |
| ------------------- | ---------------- | ------------ | ----------------- | ----------------- | --------------------- | --------------------- | --------------------- | ------------ | ------ |
| Роан Браунинг       | 100 м            | 10,01        | 10,11(.103) КВ    | 2. у гр. 4        | 10,11                 | 4. у гр. 3            | Није се квалификовао  | 14 / 71 (75) |        |
| Џејк Доран          | 100 м            | 10,15        | 10,48             | 7. у гр. 2        | Нису се квалификовали | Нису се квалификовали | Нису се квалификовали | 47 / 71 (75) |        |
| Ејдан Марфи         | 200 м            | 20,41        | 20,90(.895)       | 6. у гр. 3        | Нису се квалификовали | Нису се квалификовали | Нису се квалификовали | 42 / 54 (57) |        |
| Џозеф Денг          | 800 м            | 1:43,99 НР   | 1:45,48 КВ        | 3. у гр. 2        | 1:48,12               | 8. у гр. 1            | Није се квалификовао  | 24 / 60 (61) |        |
| Питер Бол           | 800 м            | 1:44,00      | 1:46,75           | 5. у гр. 6        | Нису се квалификовали | Нису се квалификовали | Нису се квалификовали | 28 / 60 (61) |        |
| Рајли Мекгаун       | 800 м            | 1:46,08      | 1:48,38           | 8. у гр. 5        | Нису се квалификовали | Нису се квалификовали | Нису се квалификовали | 47 / 60 (61) |        |
| Адам Спенсер        | 1.500 м          | 3:31,81      | 3:34,17 КВ        | 3. у гр. 4        | 3:42,10               | 13. у гр. 2           | Нису се квалификовали | 27 / 58      |        |
| Метју Рамсден       | 1.500 м          | 3:32,35      | 3:46,45 кв        | 13. у гр. 1       | 3:36,83               | 13. у гр. 1           | Нису се квалификовали | 21 / 58      |        |
| Стјуарт Максвејн    | 1.500 м          | 3:29,51 НР   | 3:36,01           | 7. у гр. 3        | Није се квалификовао  | Није се квалификовао  | Није се квалификовао  | 21 / 58      |        |
| Стјуарт Максвејн    | 5.000 м          | 12:56,50     | 13:56,81 КВ       | 19. у гр. 1       |                       |                       | 13:26,58              | 13 / 43 (44) |        |
| Морган Макдоналд    | 5.000 м          | 13:13,67     | 13:43,58          | 16. у гр. 2       | Није се квалификовао  | 32 / 43 (44)          |                       |              |        |
| Џејкоб Мекори       | 110 м препоне    | 13,48        | 13,67             | 5. у гр. 3        | Нису се квалификовали | Нису се квалификовали | Нису се квалификовали | 28 / 43 (45) |        |
| Ник Ендруз          | 110 м препоне    | 13,59        | 13,92(.916)       | 9. у гр. 5        | Нису се квалификовали | Нису се квалификовали | Нису се квалификовали | 39 / 43 (45) |        |
| Метју Кларк         | 3.000 м препреке | 8:22,13      | 8:40,92           | 12. у гр. 1       |                       |                       | Није се квалификовао  | 35 / 37      |        |
| Деклан Тингеј       | 20 км ходање     | 1:18:46      |                   |                   |                       |                       | 1:18:30 ЛР            | 8 / 47 (50)  |        |
| Ридиан Каули        | 20 км ходање     | 1:19:30      | 1:19:31           | 14 / 47 (50)      |                       |                       |                       |              |        |
| Кајл Свон           | 20 км ходање     | 1:19:24      | 1:26:02           | 40 / 47 (505)     |                       |                       |                       |              |        |
| Ридиан Каули        | 35 км ходање     | 2:27:33      | Није завршио трку | Није завршио трку |                       |                       |                       |              |        |
| Брендон Старц       | Скок увис        | 2,36 НР      | 2,28 кв           | 4. у гр. Б        |                       |                       | 2,27                  | 10 / 30 (31) |        |
| Џоел Баден          | Скок увис        | 2,33         | 2,14              | 18. у гр. А       | Није се квалификовао  | 32 / 35 (36)          |                       |              |        |
| Кертис Маршал       | Скок мотком      | 5,95         | 5,75              | 1. у гр. А        | 5,95 =ЛР              |                       |                       |              |        |
| Кристофер Митревски | Скок удаљ        | 8,21         | 7,99 ЛРС          | 7. у гр. А        | Нису се квалификовали | 13 / 37 (39)          |                       |              |        |
| Лијам Адкок         | Скок удаљ        | 8,15         | 7,99              | 7. у гр. Б        | Нису се квалификовали | 14 / 37 (39)          |                       |              |        |
| Хенри Фрејн         | Скок удаљ        | 8,34         | 7,78              | 10. у гр. Б       | Нису се квалификовали | 20 / 37 (39)          |                       |              |        |
| Џулијан Конле       | Троскок          | 16,66        | Без пласмана      | Без пласмана      | Нису се квалификовали | Нису се квалификовали |                       |              |        |
| Ејден Хинсон        | Троскок          | 16,72        | Није стартовао    | Није стартовао    | Нису се квалификовали | Нису се квалификовали |                       |              |        |
| Метју Дени          | Бацање диска     | 67,26        | 64,29 кв          | 6. у гр. Б        | 68,24 НР, ЛР          | 4 / 35                |                       |              |        |
| Камерон Мекинтајер  | Бацање копља     | 81,96        | 77,50             | 11. у гр. Б       | Није се квалификовао  | 19 / 34 (37)          |                       |              |        |

#### Десетобој
| Атлетичар         | Дисциплина | 100 м | Даљ  | Кугла | Вис  | 400 м | 110 м пр. | Диск  | Мотка | Копље | 1.500 м | Укупно | Пласман      | Белешка |
| ----------------- | ---------- | ----- | ---- | ----- | ---- | ----- | --------- | ----- | ----- | ----- | ------- | ------ | ------------ | ------- |
| Данијел Голубовић | Резултат   | 11,10 | 7,09 | 15,14 | 1,93 | 49,87 | 14,18     | 48,47 | 4,80  | 58,95 | 4:29,51 | 8.141  | 12 / 15 (24) |         |
| Данијел Голубовић | Бодови     | 833   | 835  | 798   | 740  | 821   | 951       | 839   | 949   | 722   | 748     | 8.141  | 12 / 15 (24) |         |
| Седрик Дублер     | Резултат   | 10,82 | 7,40 | 12,68 | 1,99 | НС    |           |       |       |       |         |        | НЗ           |         |
| Седрик Дублер     | Бодови     | 901   | 910  | 648   | 794  | 0     |           |       |       |       |         |        | НЗ           |         |
| Ешли Молони       | Резултат   | 10,60 | 6,98 | 14,08 | НС   | НС    |           |       |       |       |         |        | НЗ           |         |
| Ешли Молони       | Бодови     | 952   | 809  | 733   | 0    | 0     |           |       |       |       |         |        | НЗ           |         |

### Жене
| Атлетичарка                                     | Дисциплина       | Лични рекорд | Квалификације      | Квалификације      | Полуфинале            | Полуфинале            | Финале                | Финале                | Детаљи |
| Атлетичарка                                     | Дисциплина       | Лични рекорд | Резултат           | Место              | Резултат              | Место                 | Резултат              | Место                 | Детаљи |
| ----------------------------------------------- | ---------------- | ------------ | ------------------ | ------------------ | --------------------- | --------------------- | --------------------- | --------------------- | ------ |
| Бри Мастерс                                     | 100 м            | 11,33        | 11,43(.424)        | 5. у гр. 6         | Нису се квалификовале | Нису се квалификовале | Нису се квалификовале | 36 / 54 (56)          |        |
| Тори Луис                                       | 100 м            | 11,33        | 11,45              | 6. у гр. 5         | Нису се квалификовале | Нису се квалификовале | Нису се квалификовале | 39 / 54 (56)          |        |
| Ела Коноли                                      | 200 м            | 22,95        | Није стартовала    | Није стартовала    | Није се квалификовала | Није се квалификовала | Није се квалификовала | Није се квалификовала |        |
| Еби Колдвел                                     | 800 м            | 1:58,48      | 2:00,29 КВ         | 2. у гр. 3         | 1:59,05               | 5. у гр. 3            | Нису се квалификовале | 7 / 56                |        |
| Катриона Бисет                                  | 800 м            | 1:57,78      | 1:59,46 КВ         | 2. у гр. 6         | 1:59,94               | 6. у гр. 1            | Нису се квалификовале | 12 / 56               |        |
| Ели Сенфорд                                     | 800 м            | 2:00,50      | 2:03,55            | 7. у гр. 5         | Није се квалификовала | Није се квалификовала | Није се квалификовала | 51 / 56               |        |
| Џесика Хал                                      | 1.500 м          | 3:57,29      | 4:03,50(.498) КВ   | 2. у гр. 4         | 4:01,81 КВ            | 3. у гр. 1            | 3:59,54               | 7 / 55 (56)           |        |
| Еби Колдвел                                     | 1.500 м          | 4:01,15      | 4:04,16 КВ         | 5. у гр. 1         | 3:59,79 ЛР            | 9. у гр. 2            | Нису се квалификовале | 9 / 55 (56)           |        |
| Линден Хол                                      | 1.500 м          | 3:57,27 НР   | 4:01,45 КВ         | 6. у гр. 3         | 4:03,96               | 8. у гр. 1            | Нису се квалификовале | 19 / 55 (56)          |        |
| Роуз Дејвис                                     | 5.000 м          | 15:07,49     | 15:07,93 ЛРС       | 10. у гр. 1        |                       |                       | Нису се квалификовале | 19 / 38 (40)          |        |
| Џесика Хал                                      | 5.000 м          | 14:43,80 НР  | 15:15,89           | 13. у гр. 2        | 26 / 38 (40)          |                       | Нису се квалификовале |                       |        |
| Лорен Рајан                                     | 5.000 м          | 15:11,84     | 15:40,23           | 18. у гр. 1        | 34 / 38 (40)          |                       | Нису се квалификовале |                       |        |
| Лиса Вејтман                                    | Маратон          | 2:23:15      |                    |                    |                       |                       | 2:30:50               | 16 / 65 (78)          |        |
| Сара Клајн                                      | Маратон          | 2:30:10      | 2:37:31            | 41 / 65 (78)       |                       |                       |                       |                       |        |
| Isobel Batt-Doyle                               | Маратон          | 2:27:54      | 2:37:53            | 43 / 65 (78)       |                       |                       |                       |                       |        |
| Мишел Џенеке                                    | 100 м препоне    | 12,66        | 12,71(.710) КВ     | 3. у гр. 5         | 12,80                 | 5. у гр. 3            | Нису се квалификовале | 14 / 43               |        |
| Селест Мучи                                     | 100 м препоне    | 12,84        | 12,90(895) КВ      | 4. у гр. 4         | 12,97(.963)           | 6. у гр. 2            | Нису се квалификовале | 19 / 43               |        |
| Хана Џоунс                                      | 100 м препоне    | 12,91        | 13,05(.049)        | 8. у гр. 3         | Нису се квалификовале | Нису се квалификовале | Нису се квалификовале | 31 / 43               |        |
| Сара Карли                                      | 400 м препоне    | 54,66        | 55,76              | 6. у гр. 4         | Нису се квалификовале | Нису се квалификовале | Нису се квалификовале | 24 / 41               |        |
| Кара Фејн Рајан                                 | 3.000 м препреке | 9:36,35      | 9:29,60 ЛР         | 7. у гр. 2         |                       |                       | Нису се квалификовале | 20 / 35               |        |
| Ејми Кешин                                      | 3.000 м препреке | 9:21,46      | 9:31,07 ЛРС        | 8. у гр. 3         | 23 / 42               |                       | Нису се квалификовале |                       |        |
| Бриел Ербахер                                   | 3.000 м препреке | 9:32,96      | 9:57,11            | 11. у гр. 1        | 32 / 42               |                       | Нису се квалификовале |                       |        |
| Ебони Лејн Бри Мастерс Кристи Едвардс Тори Луис | 4 х 100 м        | 42,99 НР     | Нису завршиле трку | Нису завршиле трку |                       |                       | Нису се квалификовале | Нису се квалификовале |        |
| Џемама Монтаг                                   | 20 км ходање     | 1:27:27 НР   |                    |                    |                       |                       | 1:27:16 ОР, НР, ЛР    |                       |        |
| Ребека Хендерсон                                | 20 км ходање     | 1:28:43      | 1:35:51            | 32 / 40 (48)       |                       |                       |                       |                       |        |
| Оливија Сандери                                 | 20 км ходање     | 1:28:52      | Дисквалификована   | Дисквалификована   |                       |                       |                       |                       |        |
| Allanah Pitcher                                 | 35 км ходање     | 2:50:23      | 2:57:55            | 21 / 35 (41)       |                       |                       |                       |                       |        |
| Ребека Хендерсон                                | 35 км ходање     | 2:47:54      | Није стартовала    | Није стартовала    |                       |                       |                       |                       |        |
| Еленор Патерсон                                 | Скок увис        | 2,02 НР      | 1,92 кв            | 1. у гр. А         |                       |                       | 2,02                  |                       |        |
| Никола Олислагерс                               | Скок увис        | 2,02 НР      | 1,92 кв            | 2. у гр. Б         | 1,98 =ЛР              |                       |                       |                       |        |
| Ерин Шо                                         | Скок увис        | 1,90         | 1,80               | 14. у гр. A        | Није се квалификовала | 29 / 34 (35)          |                       |                       |        |
| Нина Кенеди                                     | Скок мотком      | 4,82 НР      | 4,65 КВ            | 1. у гр. Б         | 4,90 =СРС, НР, ЛР     |                       |                       |                       |        |
| Брук Бушкуел                                    | Скок удаљ        | 7,13 НР      | 6,55               | 11. у гр. Б        | Нису се квалификовале | 17 / 34 (36)          |                       |                       |        |
| Саманта Дале                                    | Скок удаљ        | 6,71         | 6,35               | 12. у гр. А        | Нису се квалификовале | 29 / 34 (36)          |                       |                       |        |
| Тарин Гољшевски                                 | Бацање диск      | 61,05        | 58,63              | 11. у гр. А        | Нису се квалификовале | 20 / 37               |                       |                       |        |
| Стефани Ретклиф                                 | Бацање кладива   | 73,63        | 69,87              | 9. у гр. А         | Нису се квалификовале | 18 / 35 (36)          |                       |                       |        |
| Мекензи Литл                                    | Бацање копља     | 65,70        | 63,45 КВ           | 1. у гр. Б         | 66,91 СРС             |                       |                       |                       |        |
| Келси-Ли Робертс                                | Бацање копља     | 67,70        | 59,66 кв           | 8. у гр. А         | 59,66                 | 7 / 34 (36)           |                       |                       |        |
| Кетрин Мичел                                    | Бацање копља     | 68,92 НР     | 62,10 КВ, ЛРС      | 5. у гр. А         | Није стартовала       | Није стартовала       |                       |                       |        |